# Sadir-Carpentier
La Sadir-Carpentier (ou SADIR-Carpentier), fut, entre 1943 et 1957, une entreprise industrielle française spécialisée dans la fabrication d'appareils de mesure, d'appareils d'optique et de matériel de détection électronique, sise à Issy-les-Moulineaux et finalement absorbée en 1957 par la holding CSF.

## Origine
En 1943, le groupe Brandt fusionne deux sociétés, la SADIR et les Ateliers Jules Carpentier, créant ainsi la Sadir Carpentier.
Les ateliers Jules Carpentier, créés par Jules Carpentier dans les années 1880, était une société spécialisée d'abord dans l'instrumentation scientifique et industrielle, produisant des ampèremètres, voltmètres, galvanomètres, appareils de mesures magnétiques, puis dans l'instrumentation optique, par le biais du cinématographe. Au début de la radio militaire, la société avait été également sollicitée par Gustave Ferrié pour fabriquer du matériel militaire. Pendant la Première Guerre mondiale, la société avait produit des périscopes de sous-marins. Elle survécut à la mort de son fondateur en 1921, mais connut des difficultés qui aboutirent à sa prise de contrôle par les Établissements Brandt en 1943.
De création plus récente, la Société anonyme des industries radioélectriques (SADIR) avait construit dans les années 1930 des radars de première génération, les barrages David pour l'Armée française. La société produisit également des stations terrestres mobiles et des équipements de navire, ses radars équipant les cuirassés Richelieu et Jean Bart ainsi que les croiseurs Colbert et Strasbourg.

## Histoire
Après la Seconde Guerre mondiale, la société Sadir-Carpentier poursuivit ses activités à Puteaux et déménagea en 1951 à Issy-les-Moulineaux, rue Guynemer. Dans le domaine des applications radioélectriques, elle ne parvint que difficilement à faire face à ses puissants concurrents, Thomson et CSF et fut finalement absorbée par cette dernière en 1957.